# Xénogreffe
La xénogreffe (ou xénotransplantation) est la transplantation d'un greffon (organe par exemple) où le donneur est d'une espèce biologique différente de celle du receveur. Elle s’oppose ainsi à l'allogreffe où le greffon vient de la même espèce que le receveur.
Le porc est l'un des meilleurs animaux donneurs d'organes pour l'humain, en raison notamment de sa disponibilité et de la taille de ses organes.
Cette technique est encore expérimentale pour les organes et les cellules. Elle est appelée à se développer en raison de la pénurie d'organes humains pour les allogreffes. Elle est en concurrence avec d'autres voies de recherche qui sont la substitution mécanique des organes défaillants (« cœur artificiel ») et les cellules souches.

## Motivations
La transplantation est largement utilisée pour de nombreuses maladies mais elle est limitée par le nombre de donneurs. Avec une taille croissance des listes d’attentes de dons qui dépasse celles du nombre de greffes réalisées, la pénurie d’organes s’aggrave. Eurotransplant, l’organisme qui s’occupe du procurement et l’allocation d’organes dans 8 pays européens, en 2021, a permis plus de 5000 greffes. Pourtant il reste plus de 10000 personnes sur leur liste d’attente. L’OMS affirme en 2005 à la suite du Xenotransplantation Consultation Advisory: “Transplantation is the treatment of choice for many serious diseases but it is severely restricted by the shortage of available human organs, tissues and cells. xenotransplantation offers a potential solution.”
L’augmentation du nombre de transplantations d’organes grâce à la xénogreffe a aussi un intérêt économique. En 2020, le Xenotransplantation Journal, estime que le coût de production d’un organe porcin pour la xénogreffe sera dans le même ordre de grandeurs que les tarifs actuels de procuration d’organes de donneurs (D'environ 20 000$ à 74 000$ dépendant de l’organe). Ainsi, la transplantation sera disponible à un plus grand nombre de patients au prix similaire. Il y aurait donc un retour sur investissement pour les entreprises pharmaceutiques qui fournissent les organes mais aussi une augmentation de vente de traitements pré et post-opératoires.
Cette motivation est notable à travers les sommes d'argent investies dans la discipline (environ $438 millions entre 2000 et 2019).

## Historique
Contrairement aux idées reçues, lors des premières transplantations, les chirurgiens utilisaient plus d’organes de provenance animale que d’organes humains, en raison de leur grande disponibilité. Un article de J. Deschamps, F. A. Roux, P. Saï et E. Gouin, intitulé "History of xenotransplantation" résume les principales évènements dans ce domaine.
Les premières xénotransplantations ne concernaient pas des organes, mais des tissus et des cellules. Les premières xénotransfusions ont été réalisées en 1667 à Paris avec du sang d’agneau. Pour ce qui concerne le début des xénogreffes de tissus, il existe un débat plus vif. Il y aurait eu deux cas de greffe d'os en 1501, mais c’est seulement pendant le XIXe siècle que cette technique a plus été utilisée. Durant la même période, plusieurs xénogreffes de testicules ont été réalisés avec succès, étant donné que ces glandes sont immunologiquement protégées.
Au XIXe siècle, l'armée britannique expérimente la peau de grenouilles pour traiter les grands brûlés.
La transplantation d’organes arrive plus tard parce qu'aucune technique permettant de restaurer la circulation était connue avant l’invention de l’anastomose par Mathieu Jaboulay et Alexis Carrel. Cela a permis les premiers essais de xénotransplantation d'organes qui ont eu lieu en 1905-1906 à Paris. Princeteau a greffé un bout de rein de lapin à un enfant souffrant d'insuffisance rénale aiguë, mais le patient est mort seize jours plus tard. Jaboulay a prélevé les reins d’un cochon et d’une chèvre pour les greffer au pli du coude de deux femmes. Dans les deux cas, les reins ont dû être retirés trois jours après. Ces premiers échecs sont dus à l’absence d'immunosuppression: la découverte de médicaments immunosuppresseurs au début des années 1960 (surtout de la cyclosporine en 1971) a permis de faire de grands progrès. En 1961 Peter Gorer remplace le terme “heterotransplantation” avec “xenotransplantation”. En 1964 à La Nouvelle Orléans, Reemtsma greffe un rein de chimpanzé à une jeune femme, qui meurt 9 mois plus tard. C’est la première fois qu’un tel succès est réalisé, en partie grâce aux nouveaux traitements immunosuppresseurs. Pendant la même année, Reemtsma exécute plusieurs opérations (au moins 14), toujours en utilisant des reins de primates. Quelques jours après, James Hardy tente la première transplantation de cœur, provenant d’un chimpanzé, mais le patient meurt 90 minutes après la fin de l'opération. Vingt ans plus tard, Bailey réalise la xénogreffe d'un cœur de babouin sur Baby Fae, un bébé de 12 jours. La santé de la petite fille se dégrade après onze jours, et finalement elle meurt 20 jours plus tard. En 1992, le tacrolimus est utilisé pour la première fois par Thomas Starzl pendant la transplantation d’un foie de babouin à une femme, qui survit 70 jours.
Depuis 1983, mais surtout pendant les années 1990, plusieurs chirurgiens ont expérimenté des traitements utilisant la xénogreffe de tissus et de cellules pour guérir des brûlures, le diabète, le VIH et des troubles neurologiques.[réf. nécessaire]
Les primates ont longuement été les donneurs favoris pour les xénogreffe, étant donné qu’ils sont, aussi immunologiquement parlant, plus similaires à l’homme. Cependant, le cochon est aujourd’hui préférable. Il est plus fertile et, en termes de taille, anatomie et physiologie, ses organes sont similaires à ceux des humains. Il est également plus simple de produire des cochons exempt d'agents pathogènes spécifiques grâce aux nouvelles techniques d’édition génomique (en particulier CRISPR/Cas9) et de clonage: en effet il est maintenant possible d’inactiver les PERV (“Porcine Endogenous Retrovirus”) dans les lignées cellulaires primaires pour prévenir la transmission virale entre espèces.
Il est aussi possible de supprimer des gènes spécifiques au cochon (qui sont reconnus par des anticorps présents naturellement chez l’humain) et d’insérer des transgènes humains (qui permettent d’éviter une forte réponse immunitaire humaine). Le récepteur des hormones de croissance est également éliminé pour que l’organe ne subisse pas une croissance rapide indésirable.
Récemment d'énormes progrès avec des NHP (Non-Human Primates) ont été atteints grâce à cet animal. Malheureusement, certains problèmes persistent encore, en particulier le rejet humoral aigu et cellulaire, la dérégulation de coagulation, l’inflammation, l’incompatibilité physiologique et la transmission interspécifique.
En octobre 2021, des chercheurs parviennent à greffer un rein de cochon à un patient humain en état de mort cérébral, tout en le maintenant à l'extérieur du corps pour l'observer. Le rein greffé fonctionne correctement, produisant de l'urine et neutralisant la créatinine. Après trois jours d'expérience, aucun rejet n'est constaté.
Le 7 janvier 2022, des médecins de l'école de médecine du Maryland notamment le docteur Bartley Griffith réalisent avec succès la première xénogreffe d'un cœur de porc sur David Benett. Celui-ci meurt le 8 mars 2022, soit deux mois après l'intervention. On ne sait pas encore les causes de ce décès prématuré ni les impacts que cela aura sur la recherche en xénogreffe humaine. L'autopsie n'a pas trouvé de rejet, mais un épaississement et un raidissement du cœur. Cela pourrait être lié aux médicaments immunosuppresseurs utilisés. La présence d'ADN de Cytomégalovirus porcin a été constatée.
En juin 2022, la Food and Drug Administration étudie la mise en place d'essais cliniques.
En juillet 2023, une xénogreffe de rein est pratiquée sur un homme en état de mort cérébrale ayant donné son corps à la science. Le porc a été génétiquement modifié pour désactiver les gènes responsables de la production des sucres alpha-gal, pouvant être cause de rejet. Le thymus a été transplanté en même temps que le rein, afin de diminuer le risque de rejet. L'opération est un succès et les résultats sont publiés en août 2023. L'expérience est arrêtée après 61 jours, un rejet léger nécessitant une augmentation des immunosuppresseurs ayant été observée en fin d'expérience.
Le 20 septembre 2023, l'université du Maryland réalise avec succès une deuxième greffe de cœur de porc sur un être humain, un patient de 58 ans qui avait été déclaré inéligible à une greffe de cœur humain. En plus des immunosuppresseurs, l'université précise qu'il subit une « nouvelle thérapie aux anticorps » pour éviter le rejet. Celui-ci meurt six semaines après l'opération, des signes de rejet ayant été constatés quelques jours avant le décès.
En octobre 2023 Harvard Medical School et l'entreprise eGenesis affirment avoir réussi à greffer des reins de porc modifiés avec CRISPR sur vingt-et-un macaques après avoir retiré les reins originaux. La désactivation de trois gènes responsables du rejet donne une espérance de vie de 24 jours aux singes, alors que l'ajout de sept gènes humains permettant de lutter contre les rejets allonge cette durée à 176 jours. Un singe qui a bénéficié d'immunosuppresseurs en supplément a survécu 758 jours, soit plus de deux ans. L'objectif atteint par les chercheurs était de dépasser le seuil des douze mois exigé par la FDA pour pouvoir procéder à des expérimentations sur l'être humain.
En mars 2024, un patient reçoit une greffe de rein de porc au Massachusetts General Hospital. L'animal fourni par la société eGenesis avait subi 69 modifications génétiques, pour le protéger des rétrovirus porcins, enlever certains gènes de porc et ajouter certains gènes humains. Deux semaines après la greffe, le patient est autorisé à rentrer chez lui, en l'absence de rejet. Son décès est annoncé en mai 2024, un mois et demi après la greffe. En novembre 2024, il est révélé que le décès était dû à un problème cardiaque et n'avait à priori pas de lien avec la récente xénogreffe.
En novembre 2024 l'Américaine Towana Looney reçoit une greffe de rein de porc génétiquement modifié d'un nouveau type. Plus de deux mois après, elle est toujours vivante et a pu sortir de l'hôpital. En avril 2025 un rejet aigu est constaté et la décision est prise de retirer l'organe après 130 jours d'activité.
En février 2025, deux essais cliniques sont autorisés aux États-Unis pour les greffes de rein de cochon : une pour United Therapeutics et l'autre pour eGenesis.

## Types de greffes

### Comme matériel structural
Cette technique est utilisée pour greffer des valves cardiaques de porcs chez l'être humain. Le tissu animal est cependant traité chimiquement pour lui ôter tout facteur immunogène et ne contient plus aucune cellule vivante, permettant ainsi une utilisation prolongée, sans traitement complémentaire. De même des tendons de porc, traités par la même technique, sont utilisés en orthopédie.
En chirurgie dentaire, la xénogreffe permet de combler les défauts osseux.

### Comme organes
Le stade n'est, pour l'instant, qu'expérimental (chez les primates non humains). La survie maximale des organes porcins transplantés chez les primates varie selon le type d'organe; elle est de 499 jours pour les reins, 195 jours pour le coeur et 29 jours pour le foie. Le principal obstacle reste le rejet de greffe. L'un des xénoantigènes posant problème est le galactose-α-1,3-galactose, absent chez les primates et en particulier chez l'humain.
Un porc génétiquement modifié et déficient en α-1,3-galactosyltransférase a pu être élevé, permettant une meilleure tolérance des organes greffés. Le problème immunologique n'est cependant pas maîtrisé, avec des troubles importants de la coagulation, un syndrome inflammatoire, un rejet chronique malgré un traitement immuno-suppresseur.
Une première xénotransplantation chez l'homme, avec cœur de cochon génétiquement modifié, a été faite en 2022, permettant une survie de 60 jours.

### Comme cellules
L'injection de cellules pancréatiques sécrétrices d'insuline pourrait théoriquement traiter le diabète. L'encapsulation de ces cellules permet théoriquement d'éviter le contact du système immunitaire de l'hôte. Un premier essai a été fait chez l'être humain à la fin des années 1990 avec un recul de 10 ans montrant la persistance de l'activité cellulaire greffée.
Des tests ont également été menés chez des primates avec des cellules souches neuronales, des cellules hépatiques (hépatocytes), des cellules sanguines...

## Réglementation
En 1998, la France devient le premier pays à élaborer une loi sur l’utilisation thérapeutique de cellules, tissus et organes de provenance animale et en particulier sur les obligations préalables. Depuis, plusieurs pays ont adopté des lois similaires. Cependant, après l’année 2000 ce sont surtout des organisations internationales telles que WHO, IXA (International Xenotransplantation Association) et FDA, qui ont pris en main la réglementation de xénogreffes.
Entre 1997 et 1998 la FDA (Food and Drug Administration) a exigé le monitorage d’infection PERV pour tous les essais cliniques, et en 1999 elle interdit l’utilisation de primates en tant que donneurs, à cause du risque élevé d’infections.
La WHO (World Health Organization) a commencé à encadrer la xénotransplantation en 2001, avec la publication du « WHO Guidance on Xenogeneic Infection/Disease Surveillance and Response: A strategy for International Cooperation and Coordination », un document qui veut faciliter la coopération internationale pour une meilleure surveillance d’infections à la suite des xénogreffes. En 2004 cette organisation adopte la résolution WHA57.18 qui autorise la réalisation de xénogreffes que sous le contrôle d’autorités nationales. Successivement trois WHO Global Consultation on Regulatory Requirements for Xenotransplantation Clinical Trials ont eu lieu en 2008, 2011 et 2018. L’objectif de ces conférences est d’analyser le progrès scientifique, les questions éthiques et les problématiques restantes, et d’optimiser la coopération, la transparence et la surveillance des essais cliniques.
La IXA (International Xenotransplantation Association), fondée à Montréal en 1998, s’occupe de promouvoir la recherche dans ce domaine et d’organiser des débats à ce sujet.

## Éthique
La xéno-greffe est un exemple controversé de biotechnologies émergente et en évolution qui soulève des questions d’éthiques complexes.
La transplantation d'organes, de tissus et de cellules à travers les frontières des espèces est actuellement un sujet très débattu dans la réglementation transgénique contemporaine. Un certain nombre de questions ont été débattues depuis les années 1990.
Plusieurs congrès ont été formés pour rassembler différents professeurs, docteurs, et experts dans le domaine de la transplantation pour pouvoir recueillir leurs avis et pouvoir en tirer des recommandations et des conclusions. Par exemple, le Ethics Committee of the International Xenotransplantation Association qui a fourni un Position Paper en 2003. Il y a aussi un antécédent, avec le Nuffield Council on Bioethics qui a soumis un rapport s’intitulant Animal-to-Human Transplants the ethics of xenotransplantation en 1999 au gouvernement du Royaume-Uni.

### Nature de l'identité humaine et gestion des identités humaines et non humaines
La xénogreffe peut remettre en cause les frontières entre les êtres humains et les animaux.
Comme le mentionne l’article Not “human” enough to be human but not “animal” enough to be animal, la xéno-greffe instaure une nouvelle problématique de la relation entre la réglementation et la classification catégorielle de l'identité humaine et animale.

### Utilisations d’animaux comme donneurs
Le rapport du Nuffield Council on Bioethics de 1999 évoque le questionnement suivant: Dans quelle mesure, le cas échéant, et de quelle façon est-il acceptable pour les êtres humains d’utiliser d’autres animaux comme source d’organes et de tissus pour la transplantation ?
Si la xénogreffe se développait en une méthode clinique qui à du succès, cela impliquerait l’élevage intensif de porc transgéniques et de leurs morts.
D’autres organisations activistes pour défendre le droit animaux comme PETA ont montré leur mécontentement envers la xénogreffe d'un cœur de cochon à David Bennett dans le Maryland début 2022.
D'un point de vue utilitariste, la xénogreffe cherche à sauver des vies humaines au prix de souffrances animales jugées moindres par le philosophe Michael Humer malgré les conditions d'élevage des cochons en milieu axénique. Cependant, il est difficile de comparer objectivement les conséquences certaines (souffrance des animaux utilisés), les conséquences potentielles (risques de zoonoses) et les conséquences espérées (préservation de vies humaines), d'autant que le spécisme biaise la balance de manière arbitraire en faveur de l'espèce humaine et que la possibilité de solutions alternatives à la pénurie d'organes doit également être prise en compte. La question est donc difficile à trancher.

### Modification génétique
Pour pouvoir faire une xéno-greffe, il n’est pas possible d’utiliser l'organe du porc tel qu’il est sinon il serait rejeté par le corps du receveur. C’est pour cela que les organes proviennent de cochons génétiquement modifiés. 6 gènes spécifiques au cochon sont supprimés, 3 trans-gènes humains sont insérés. Le fait de devoir utiliser un outil qui modifie le génome, comme CRISPR Cas9, soulève également ses propres questionnements éthiques.

### Religions et xéno-greffe
Le pape Jean-Paul II a encouragé à plusieurs reprises la recherche sur les xénogreffes. L'Académie pontificale pour la vie étudie le sujet en 2001 sur demande du Conseil de l’Europe et s'y montre favorable sous réserve d'« éviter aux animaux des souffrances nécessaires, de respecter les critères de vraie et raisonnable nécessité, et d’éviter des modifications génétiques incontrôlables qui puissent altérer la biodiversité et l’équilibre des espèces animales ».
L'islam et le judaïsme interdisent normalement la consommation de porc, mais au nom de la préservation de la vie, les xénogreffes de porc sont acceptées.
En 1998, l'Église protestante en Allemagne et la conférence épiscopale allemande publient les résultats d'un groupe de travail sur le sujet. Celui-ci s'oppose aux xénogreffes au regard de la protection des animaux.

### Égalité devant la greffe
Les personnes noires, asiatiques ou amérindiennes ont moins de chance d'obtenir une greffe compatible que les personnes blanches. De même, certains antécédents génétiques ou sanguins rendent plus difficile l'accès à un greffon. Avec la xénogreffe, toute personne pourrait avoir accès à un greffon.

### Enjeu économique
Un porc transgénique coûte autour de 300 000 € en 2024, et seules deux entreprises privées américaines en proposent, ce qui peut rendre difficile le financement.

## Problèmes potentiels
Il existe un risque de transmission de maladies infectieuses animales zoonotiques à l'homme, qui peut être minimisé par le contrôle du donneur mais qui ne peut être aboli. De plus, les problèmes immunitaires sont importants (intolérance au « non soi »)Cela provoque presque toujours un rejet aigu du greffon. Il est donc nécessaire de modifier génétiquement l'organe du donneur animal afin qu'aucune réaction immunitaire puisse être opérée sur l'organe par l'hôte .

## Dans la culture populaire
- 1999 L'Homme et la bête de Jean Réal, préface de Didier Houssin, Paris, éd. Stock,  (ISBN 2-234-05147-9)
- 2001 Voronoff de Jean Réal, Paris, éd. Stock,  (ISBN 2-234-05336-6)